# 伊藤愛
伊藤 愛（いとう あい、1月3日 - ）は、山口県を拠点に活動していた日本のフリーアナウンサー。

## 来歴
山口県山陽小野田市出身。山口大学人文学部言語文化学科卒業。
コミュニティFMのパーソナリティを務めた後、フリーランスでの活動を開始。以来、テレビ山口のテレビ番組とFM山口のラジオ番組にレギュラー出演していた。また、県内各地で行われるイベントの司会も務めていた。
2012年2月に体調を崩してからは一時活動を休止していたが、静養後に活動を再開している。

## 人物
趣味・特技は歌を歌うことと聴くこと、クロールで止められるまで泳ぐこと、スキー、フルート。大学在学時には軽音楽サークルに所属し、ボーカルを担当していた。
モットーは "Don't think, feel!"。

## 担当番組

### テレビ番組
- tysスーパー編集局（テレビ山口）
- 週末ちぐまや家族（テレビ山口、2005年 - 2012年）

### ラジオ番組
- Music Soldiers（FM山口、2009年 - 2010年）
- FRIDAY Bang! Bang! Highway（FM山口、2010年 - 2012年）